# 御荘町
御荘町（みしょうちょう）は、かつて愛媛県の南予地方にあった町。2004年（平成16年）10月1日に南宇和郡内の他の町村と新設合併し、愛南町となり、自治体としてはその歴史を閉じた。ただし愛南町成立後も旧御荘町内の各地区名（一部対象外地域あり）に「御荘」を冠する扱いになっており、地名としては存続している。

## 地理

### 位置・地形
愛媛県の最南端、西は豊後水道に面し東は城辺町と接する。僧都川の流域及びそのデルタ地帯に平地は広がっている。海岸部は足摺宇和海国立公園指定地域である。
中心の市街は隣接する城辺町と接しており、役場のほか、御荘文化センター、愛媛県御荘庁舎、愛媛県立南宇和病院、愛南警察署（愛南町発足後の呼称）、愛媛県立南宇和高等学校、消防署、NTTなどが集積し、南宇和郡の中心地となっている。

### 町名の由来
王朝時代に延暦寺の荘園がこの地にあり、あがめて「御」を附し「御荘」と呼ぶようになったのが始まりとされる。

### 地域
1889年（明治22年）に平城（ひらじょう）、和口（わぐち）、長月（ながつき、菊川（きくがわ）、長洲（ながす）の各村が合併して「御荘村」が成立したとき、旧村がそれぞれ大字となった。以後、昭和期に旧内海村地域からの編入が何度かあり、12の大字を形成。
なお、愛南町成立後は、防城成川（ぼうじょうなるかわ）、赤水（あかみず）、高畑（たかはた）、中浦（なかうら）、猿鳴（さるなぎ）以外の7つの地区については、「御荘」を付けて呼ばれることとなった。例　御荘菊川

## 歴史
町名の由来の節に記したとおり、古い歴史を有している。
- 平城は観自在寺の門前町として成立した。
- 1889年（明治22年）12月15日 - 平城（ひらじょう）、和口（わぐち）、長月（ながつき）、菊川（きくがわ）、長洲（ながす）が合併し、御荘村成立、村役場を大字平城におく。
- 1897年（明治30年） - 郡役所、平城警察署が大字平城に設置される。この頃から郡の中心地となる。
- 1923年（大正12年）2月11日 - 町制施行し御荘町となる。
- 1948年（昭和23年）11月3日 - 内海村の平山（ひらやま）「大島を除く」、深泥（みどろ）が境界変更し、それぞれ大字となり、合わせて7大字となる。
- 1950年（昭和25年）3月21日 - 昭和天皇の戦後巡幸。平城小学校校庭に御荘町奉迎場を設営し、昭和天皇を迎えた[1]。
- 1956年（昭和31年）9月30日 - 南内海村が合併、合わせて12大字となる。
- 2004年（平成16年）10月1日 - 内海村，城辺町，一本松町，西海町と合併して愛南町となり、自治体としての歴史は閉じた。

```
御荘町の系譜
（町村制実施以前の村）　（明治期）　　　（昭和の合併）　　　　　　　（平成の合併）
　　　　　　　　　　町村制施行時
平城　━━━━┓　　　　　　あ　　　い
和口　━━━━╋━━御荘村━御荘町━┳━━━━━━┳━━━━━━━━━┓　平成16年10月1日
長月　━━━━┫　　　　　　　　　　┣南内海村━━┛う合併　　　　　　┃　新設合併
菊川　━━━━┫　　　　　　　　　　┃　　　　　　　　　　　　　　　　┃
長洲浦━━━━┛　　　　　　　　　　┃　　　　　　　　　　　　　　　　┣━愛南町
　　　　　　　　　　　　　　内海村━┻━━━━━━━━━━━━━━━━┫
　　　　　　　　　　　　　　城辺町━━━━━━━━━━━━━━━━━━┫
　　　　　　　　　　　　　　一本松町━━━━━━━━━━━━━━━━━┫
　　　　　　　　　　　　　　西海町　━━━━━━━━━━━━━━━━━┛

あ-　大正12年2月11日　町制施行
い-　昭和23年11月3日　内海村から中浦・猿鳴・高畑・赤水・防城成川・平山のうち大島が南内海村として分立。
　　同日、内海村から平山のうち大島を除く地域及び深泥が御荘町へ境界変更
う- 昭和31年9月30日南内海村と御荘町とが合体
（注記）内海村他の合併以前の系譜はそれぞれの町村の記事を参照のこと。

```

## 行政
- 庁舎 御荘町平城3063番地（合併後の表記は愛南町御荘平城3063番地）

1963年（昭和38年）建築、1993年度（平成5年度）増改築
- 歴代首長

愛南町への合併の直前の首長等
- 町長　山下英雄、1999年（平成11年）2月21日から2期目
- 助役　森本定實、1999年（平成11年）3月16日から2期目
- 収入役　山下求武、1999年（平成11年）3月16日から2期目
- 議長　宮下富喜男、2003年（平成15年）3月1日から
- 副議長　大瀧勝、2003年（平成15年）3月1日から

## 教育

### 高等学校
- 愛媛県立南宇和高等学校

## 交通
宇和島市内からバスで約60分（宇和島自動車）。

### 鉄道
町内に鉄道はない。最寄り駅はJR予讃線宇和島駅。

### 道路
国道
- 国道56号がほぼ海岸線に沿って走っており、幹線となっている。

県道
- 愛媛県道293号猿鳴平城線
- 愛媛県道295号長月城辺線
- 愛媛県道297号久良城辺線

道の駅
- みしょうMIC

## 出身有名人
- 岡原寛 - 陸軍少将
- 御荘金吾 - 脚本家・放送作家・劇作家
- 中川清 - 社会学者、同志社大学名誉教授
- 尾崎英雄 - フジ・リテイリング会長兼CEO、日本チェーンストア協会副会長
- 和氣孝治 - 南海放送記者、アナウンサー